# Râul Făget, Alunul
Râul Făget este un curs de apă, afluent al râului Alunul. 

## Hărți
- Parcul Vânători-Neamț